# Testamento político de Adolf Hitler

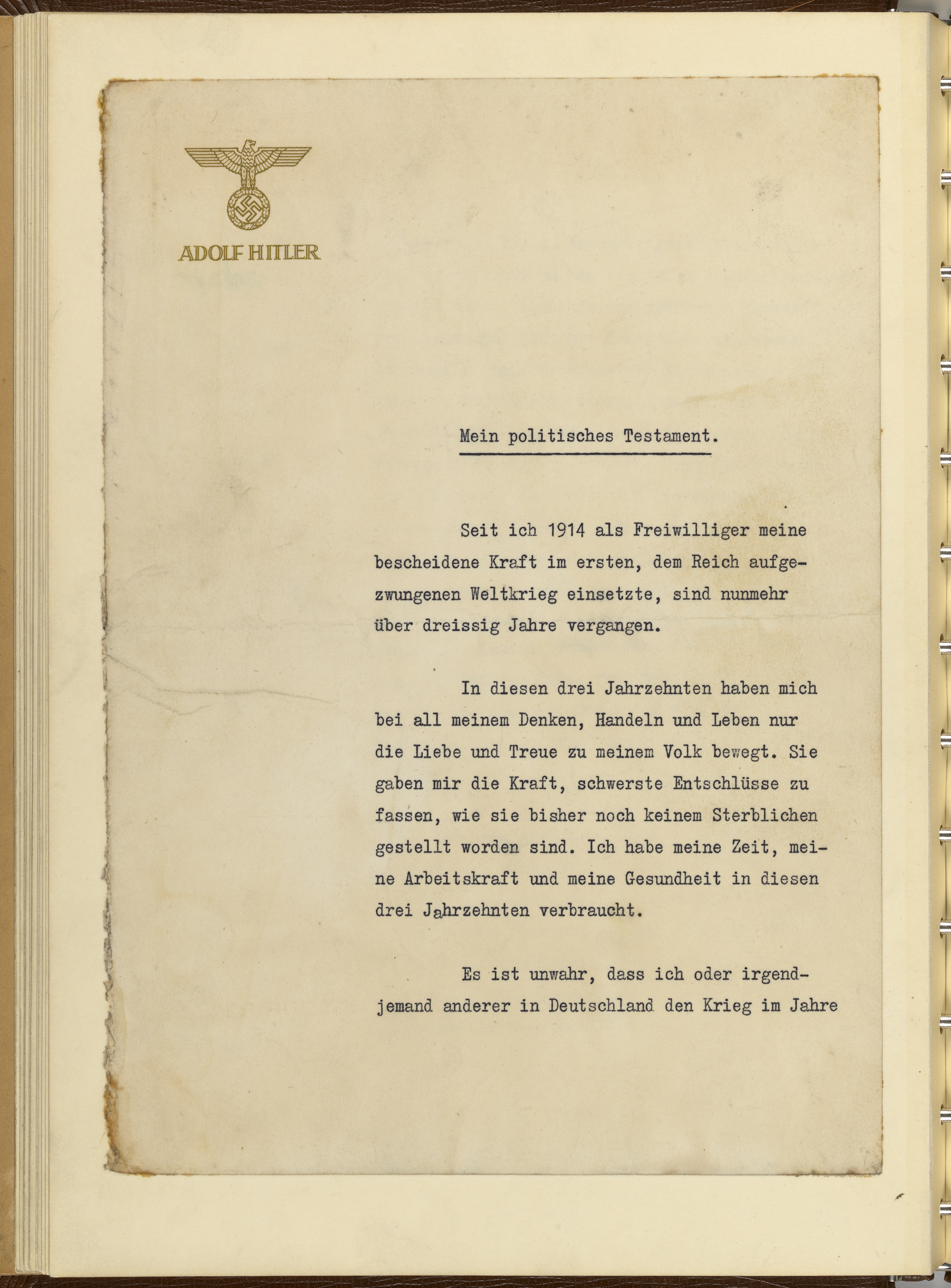
Primeira página do testamento político

O Testamento político de Adolf Hitler foi feito no Führerbunker  em 29 de abril de 1945, um dia antes de Hitler cometer suicídio com sua esposa Eva Braun. Nomeia Martin Bormann como executor do mesmo e é dividido em duas partes. Na primeira, nega as acusações de belicismo, expressa seus agradecimentos aos cidadãos leais da Alemanha e apela para que continuassem a luta. Na segunda, ele declara Heinrich Himmler e Hermann Göring traidores e expõe seu plano para um novo governo sob Karl Dönitz. A secretária de Hitler, Traudl Junge, lembrou que lia anotações enquanto ditava o testamento e acredita-se que Joseph Goebbels o ajudou a escrevê-lo.

## O Testamento
O último testamento foi um pequeno documento assinado no dia 29 de abril às 04h00. Reconhece seu casamento - mas não menciona Eva Braun - e que eles preferem a morte à desgraça de deposição ou capitulação; e que seus corpos deveriam ser cremados. O testamento dividiu os pertences de Hitler da seguinte maneira:
- Sua coleção de arte é deixado para "uma galeria na minha cidade natal de Linz no Danúbio;"
- Objetos de "valor sentimental ou necessários para a manutenção de uma vida modesta e simples" iam para seus parentes e seus "fiéis colegas de trabalho", como sua governanta, Sra. [Anni] Winter;
- Qualquer outra coisa de valor que ele possuía ia para o Partido Nacional Socialista dos Trabalhadores Alemães .

Martin Bormann foi nomeado executor do testamento. O testamento foi testemunhado por Bormann e o Coronel Nicolaus von Below.

## Motivações e o novo gabinete
A primeira parte do testamento falava de suas motivações nas três décadas desde o voluntariado na Primeira Guerra Mundial, repetiu sua afirmação que nem ele "nem ninguém na Alemanha queria a guerra em 1939", expôs suas razões para sua intenção de suicídio e elogiou e expressou seus agradecimentos ao povo alemão por seu apoio e realizações. Também incluídas no primeiro testamento estão declarações detalhando sua afirmação de que ele tentou evitar a guerra com outros estados e atribui a responsabilidade por isso aos "judeus internacionais e seus ajudantes". Ele não "abandonaria Berlim [...] mesmo que as forças fossem muito pequenas para resistir". Hitler expressou sua intenção de escolher a morte em vez de "cair nas mãos dos inimigos" e das massas que precisam de "um espetáculo organizado por judeus". Ele concluiu com um chamado para continuar o "sacrifício" e a "luta".  Ele expressou esperança de um renascimento do movimento nacional-socialista com a realização de uma "verdadeira comunidade do povo (Volksgemeinschaft)".
A segunda parte de seu testamento expõe as intenções de Hitler para o governo da Alemanha e do Partido Nazista após sua morte e os detalhes de quem iria sucedê-lo. Ele expulsou o Reichsmarschall Hermann Göring do partido e demitiu-o de todos os seus cargos públicos. Ele também cancelou o decreto de 1941 nomeando Göring como seu sucessor em caso de sua morte. Para substituí-lo, Hitler nomeou o Großadmiral Karl Dönitz como Presidente do Reich e Comandante Supremo das Forças Armadas. Reichsführer-SS  e Ministro do Interior Heinrich Himmler também foi expulso do partido e demitido de todos os seus escritórios de estado por tentar negociar a paz com os aliados ocidentais sem o "conhecimento" de Hitler e contra permissão. Hitler declarou tanto Himmler quanto Göring como traidores.
Hitler nomeou o seguinte como o novo Gabinete e o que ele viu como os novos líderes da nação alemã:
- Presidente do Reich (Reichspräsident), Ministro da Guerra (Kriegsminister) e Comandante-Chefe da Marinha (Oberbefehlshaber der Kriegsmarine): Grande almirante Karl Dönitz
- Chanceler do Reich (Reichskanzler): Dr. Joseph Goebbels
- Ministro do Partido (Parteiminister): Martin Bormann
- Ministro do Exterior (Aussenminister): Arthur Seyss-Inquart
- Ministro do Interior (Innenminister): Gauleiter Paul Giesler
- Comandante Chefe do Exército (Oberbefehlshaber des Heeres): Marechal de campo Ferdinand Schörner
- Comandante Chefe da Força Aérea (Oberbefehlshaber der Luftwaffe): Marechal de Campo Robert Ritter von Greim
- Reichsführer-SS e Chefe da Polícia (Reichsführer-SS und Chef der Deutschen Polizei): Gauleiter Karl Hanke
- Ministro da Economia (Wirtschaft): Walther Funk
- Ministro da Agricultura (Landwirtschaft): Herbert Backe
- Ministro da Justiça (Justiz): Otto Georg Thierack
- Ministro da Cultura (Kultur): Dr. Gustav Adolf Scheel
- Ministro da Propaganda (Propaganda): Dr. Werner Naumann
- Ministro das Finanças (Finanzen):  Lutz Schwerin von Krosigk
- Ministro do Trabalho (Arbeit): Dr. Theo Hupfauer
- Ministro do Armamento (Rüstung): Karl-Otto Saur
- Diretor da Frente Alemã para o Trabalho e membro do gabinete (Leiter der Deutschen Arbeitsfront und Mitglied des Reichskabinetts: Reichsminister) Dr. Robert Ley

Testemunhado por Joseph Goebbels, Martin Bormann, General Wilhelm Burgdorf, e General Hans Krebs.
Na tarde de 30 de abril, cerca de um dia e meio depois de ter assinado seu testamento, Hitler e Braun cometeram suicídio. Nos dois dias seguintes, Goebbels, Burgdorf e Krebs também cometeram suicídio. O destino de Bormann permaneceu desconhecido por décadas, contudo, seus restos mortais foram identificados em 1998 e indicavam que ele morreu fugindo em 2 de maio de 1945 para evitar a captura pelas forças do Exército Vermelho soviético que cercavam Berlim.

## Autoria
Em seu livro The Bunker, James O'Donnell, depois de comparar o texto do último testamento de Hitler aos escritos e declarações de Hitler e Joseph Goebbels, concluiu que Goebbels era pelo menos parcialmente responsável por ajudar Hitler a escrevê-lo. Junge afirmou que Hitler estava lendo notas quando ditou o testamento depois da meia-noite de 29 de abril.

## História dos documentos
Três mensageiros foram designados para tirar o testamento político do Führerbunker sitiado para garantir sua presença para a posteridade. O primeiro mensageiro foi o adido de imprensa adjunto Heinz Lorenz. Ele foi preso pelos britânicos enquanto viajava sob o pseudônimo de jornalista de Luxemburgo. Ele revelou a existência de mais duas cópias e mensageiros: Willy Johannmeyer, ajudante do exército de Hitler, e ajudante do SS- Standartenführer de Bormann, Wilhelm Zander. Este último usava o pseudônimo de "Friedrich Wilhelm Paustin" para viajar e foi logo preso junto com Johannmeyer na zona de ocupação americana. Assim, duas cópias dos jornais acabaram em mãos americanas e uma delas ficou em mãos britânicas. Os textos dos documentos foram amplamente publicados na imprensa americana e britânica em janeiro de 1946, mas o secretário do Exterior britânico, Ernest Bevin, considerou restringir o acesso a esses documentos temendo pudessem se tornar objetos de culto entre os alemães. Como já eram de conhecimento público, os americanos não compartilhavam dessa preocupação, mas, mesmo assim, concordaram em abster-se de publicá-los posteriormente. 
O testamento de Hitler e sua certidão de casamento foram apresentados ao presidente dos Estados Unidos, Harry S. Truman. Um conjunto foi colocado em exibição pública nos Arquivos Nacionais de Washington por vários anos. O testamento e o último testamento original de Hitler estão atualmente guardados no cofre de segurança dos Arquivos Nacionais em College Park, em Maryland.

## Consequências
Todas as quatro testemunhas do testamento político morreram pouco depois. Goebbels e sua esposa cometeram suicídio. Burgdorf e Krebs cometeram suicídio juntos na noite de 1/2 de maio no bunker. A hora exata e o local da morte de Bormann permanecem incertos; seus restos mortais foram descobertos perto do local do bunker em 1972 e identificados por análise de DNA em 1998. Ele provavelmente morreu na mesma noite tentando escapar do Führerbunker.